# Jindřich Janotta
Jindřich Janotta (18. dubna 1856 Opava – 12. května 1944 Stěbořice) byl německý politik a podnikatel ve Slezsku, poslanec rakouské říšské rady a poslanec slezského zemského sněmu.

## Život
Narodil se jako syn Josefa Janotty a jeho manželky Terezie rozené Heinzové. Vystudoval německé gymnázium v Opavě a poté Vysokou školu technickou ve Vídni. Od roku 1880 pracoval v Opavské rafinérii cukru, kde se později stal ředitelem. Dne 12. května 1888 se v Brně oženil s Mariannou Františkou Krackhardtovou. V roce 1904 od svého staršího nevlastního bratra Huga zakoupil panství Stěbořice. Dne 14. února 1918 byl povýšen do šlechtického stavu.